# Günter Gottlieb
Günter Gottlieb (* 26. Juni 1946; † 27. November 2018 in Halle) war ein deutscher Radsportler, der mehrfacher DDR-Meister wurde.

## Sportliche Laufbahn
Günter Gottlieb begann zu Beginn der 1960er Jahre mit dem Radsport bei der BSG Lok Halle. Zunächst fuhr er Straßenrennen, bis er Anfang der 1970er Jahre auf die Bahn wechselte. Er trainierte auf der Albert-Richter-Kampfbahn in Halle.
Zwischen 1979 und 1983 wurde Gottlieb fünf Mal in Folge DDR-Meister im Steherrennen, immer hinter seinem Schrittmacher Gerhard Rüger. Da die DDR-Steher nicht in westeuropäischen Ländern starten durften, waren sie häufig in der Tschechoslowakei am Start, wo sie auf Steher aus westlichen Ländern treffen konnten. Dort hatte Gottlieb viele Erfolge, so gewann er 1982 die Internationale Meisterschaft von Brno. Von 1980 bis 1982 und 1984 gewann er den Großen Preis der Stadt Leipzig im Steherrennen.
Bis 1986 fuhr er Bahnrennen, dann konzentrierte er sich wieder auf Straßenrennen, die er erfolgreich in der Masters-Kategorie bestritt. So gewann er 1997 den Senioren-Weltpokal. 2001 wurde er deutscher Straßenmeister (Masters). 2010 belegte er bei den UCI-Masters-Straßenweltmeisterschaften in St. Johann in Tirol Rang acht im Straßenrennen der Jahrgänge 1946 bis 1948 und wurde bei den European Masters 2013 Sechster im Einzelzeitfahren. Noch 2016 gewann er ein Steherrennen der „Alten Meister“ auf der Radrennbahn Chemnitz. Insgesamt errang er im Laufe seiner Laufbahn über 800 Siege. Gottlieb war auch als Trainer von Radsportlern und Triathleten aktiv.
Im November 2018 verstarb Günter Gottlieb, Vater von zwei Söhnen und einer Tochter, an einer langjährigen Krebserkrankung. In seiner langen Laufbahn gewann er rund 800 Rennen von der Jugendklasse  bis zu den Senioren.